# 瓦季姆·列宾
瓦季姆·维克托罗维奇·列賓（俄语：Вадим Викторович Репин，羅馬化：Vadim Viktorovich Repin，發音：[vɐˈdʲim ˈvʲiktɐrvʲitɕ ˈrʲepʲin]；1971年8月31日—），比利時裔俄羅斯小提琴家。

## 生平

### 早期
列賓1971年出生於新西伯利亞，5歲開始學習小提琴，11歲獲得維尼亞夫斯基國際小提琴比賽所有年齡組的金獎獎項，並在莫斯科與聖彼得堡舉行了首演。1985年，年僅14歲的他，在東京、慕尼黑、柏林、赫爾辛基等城市舉行了獨奏巡演。一年後，又登上美國紐約卡内基音樂廳演出。17歲即在享有極高聲譽的伊丽莎白王后国际音乐比赛中成為年齡最小的金獎獲獎者。

### 演奏生涯
列賓曾與許多指揮大師合作演出：拉特尔、格吉耶夫、扬颂斯與梅纽因，此外還有布列兹、莱文、罗斯特罗波维奇及穆蒂，都曾與他有過成功合作。他也與世界上最傑出的樂團合作演出：柏林愛樂、維也納愛樂、皇家音樂廳樂團、愛樂管弦樂團與倫敦交響樂團。室內樂演奏方面，他與鋼琴家阿格麗希、基辛、朗朗，以及大提琴家麦斯基都有合作。
现在他除了频繁的世界巡演外，还担任了包括伊丽莎白王后国际音乐比赛等一系列顶级赛事的评委。他也是音樂節上──例如英國「逍遙音樂節」──的常客。

## 風格
列賓擅長的是俄系和法國作品，20世紀和現代作品也多所涉獵，他對俄國作家的協奏曲作品的演繹尤其令人注意。其演奏擁有火热的激情和豐富的詩意，伴隨毫无瑕疵的技巧，被评论界视为「列宾特徵」。在为华纳古典的众多CD唱片包括肖斯塔科维奇，普罗科菲耶夫和柴可夫斯基的伟大小提琴协奏曲；德意志留声机的与目的合作的贝多芬小提琴协奏曲，与阿格麗希合作的奏鸣曲集锦等，都是古典唱片排行榜上的经典之作。

## 作品

### 商業錄音
| 年份 | 作曲家                   | 作品                           | 唱片编号 | 备注 |
| ---- | ------------------------ | ------------------------------ | -------- | ---- |
| 1995 | 蕭士塔高維奇與普羅高菲夫 | 小提琴協奏曲                   |          |      |
| 1995 | 普羅高菲夫               | 小提琴奏鳴曲                   |          |      |
| 1996 | 柴可夫斯基與西貝流士     | 小提琴協奏曲                   |          |      |
| 1998 | 莫札特                   | 小提琴協奏曲第二、三、五號     |          |      |
| 2007 | 貝多芬                   | 小提琴協奏曲與《克羅采》奏鳴曲 |          |      |
| 2008 | 布拉姆斯                 | 小提琴協奏曲、雙重協奏曲       |          |      |
| 2009 | 柴可夫斯基與拉赫曼尼諾夫 | 鋼琴三重奏                     |          |      |
| 2011 | 法朗克、葛利格與楊納捷克 | 小提琴奏鳴曲                   |          |      |

## 評價
大師耶胡迪·梅纽因曾說：「列賓是我曾接觸過的最好、最完美的小提琴家。」

## 用琴
目前，他使用的是一把1736年的瓜爾內里名琴“冯·泽尔达赫利”（Von Szerdahely）。

## 外部連結
- 官方网站 （页面存档备份，存于）
- 瓦季姆·列宾的Discogs页面（英文）
- discography on allmusic.com （页面存档备份，存于）